# Joan (альбом)
Joan — студийный альбом американской фолк-певицы Джоан Баэз, изданный в 1967 году.

## Об альбоме
На Joan Баэз продолжила сотрудничество с композитором Питером Шикеле, начатое в предыдущем альбоме рождественских песен Noël. Собственно песни альбома, в основном, представляют собой кавер-версии с оркестровой аранжировкой современных на то время песен.
Запись «Children of Darkness» была посвящена двоюродному брату Джоан, писателю и музыканту Ричарду Фариньи, который погиб в аварии на мотоцикле год назад.
«La Colombe» — это французский антивоенный гимн о солдатах, посланных в Алжир, воевать против независимости Алжира.

## Обложка
Согласно буклету переиздания 2003 года, на обложке фотографии Джоан Баэз на самом деле лежит. Фотография была сделана во время сессионных записей, когда она отдыхала между записей отдельных песен. Поворот фотографии создал иллюзию вертикального положения.

## Список композиций
1. «Be Not Too Hard» (Donovan, Christopher Logue)
2. «Eleanor Rigby» (John Lennon, Paul McCartney)
3. «Turquoise» (Donovan)
4. «La Colombe (The Dove)» (Jacques Brel)
5. «The Dangling Conversation» (Paul Simon)
6. «The Lady Came from Baltimore» (Tim Hardin)
7. «North» (Joan Baez, Nina Dusheck)
8. «Children of Darkness» (Richard Fariña)
9. «The Greenwood Side» (народная)
10. «If You Were a Carpenter» (Tim Hardin)
11. «Annabel Lee» (Don Dilworth — Edgar Allan Poe)
12. «Saigon Bride» (Joan Baez, Dusheck)

Бонус треки переиздания 2003 года:
1. «Oh, Had I a Golden Thread» (Pete Seeger) — 3:59
2. «Autumn Leaves» (Jacques Prévert, Joseph Kosma — Johnny Mercer) — 2:42

## Участники записи
- Джоан Баэз — вокал, гитара
- Питер Шикеле — аранжировка (2-7, 8, 10, 12), дирижёр (оркестра)